# Aimigo
 (décembre 2011).
Aimigo (anciennement Gymglish) est une entreprise de solutions de technologies de l'éducation basée à Paris. Elle développe, crée et publie ses propres produits axés principalement sur l'apprentissage des langues étrangères en ligne.
En 2024, l’entreprise Gymglish adopte le nom Aimigo, tout en conservant la marque Gymglish pour désigner à la fois l’ensemble de son service d’apprentissage des langues et son module historique dédié à l’anglais. La même année, elle lance Aimigo Coach, une intelligence artificielle générative qui propose des séances de coaching en langue étrangère.
En 2024, Gymglish et Aimigo Coach permettent d'apprendre l'anglais, l'espagnol, l'italien, le français et l'allemand.
En 2025, le service d’apprentissage de l’anglais est renommé Perfume California. Le nom Gymglish désigne désormais exclusivement la plateforme multilingue d'apprentissage proposée par Aimigo.
En parallèle, l'entreprise Aimigo développe également les services suivants : Frantastique Ortho (cours d'orthographe du français), MySezame (formation à l'innovation sociale), Mémorable (culture générale) et GymCorsu (cours de corse).

## Histoire
Gymglish est fondée en 2004 sous le nom d'« A9 » par Antoine Brenner, l'un des membres fondateurs à l'origine du lecteur VLC Media Player, et de Benjamin Levy, tous deux diplômés de HEC Paris. Ils publient la même année leur premier produit d'apprentissage de l'anglais, Gymglish.
En 2008, ils publient The Rich Morning Show, pour un apprentissage de l'anglais plus orienté vers les débutants.
Frantastique, sorti en 2012, est dédié à l'apprentissage du français.
En octobre 2018, Gymglish, une entreprise jusque là autofinancée, ouvre son capital et a levé 3 millions d'euros de fonds d'investissement.
En avril 2019, Gymglish ouvre sa technologie à d'autres disciplines et lance Mémorable, une application de culture générale, en partenariat avec Le Monde.
En juillet 2019, Gymglish compte 4 millions d'utilisateurs inscrits, dont 6 000 entreprises et 100 écoles de langue.
- Février 2004 : Enregistrement de la société
- Novembre 2004 : Lancement commercial de l'offre Gymglish pour les entreprises
- Septembre 2005 : Lancement commercial de l'offre Gymglish pour les particuliers
- Juillet 2006 : Lancement de l'offre Gymglish & Teacher (offre dite de Blended Learning)
- Mars 2007 : Lancement commercial de l'offre Gymglish dans les pays germanophones et hispanophones
- Novembre 2008 : Lancement du Rich Morning Show (formation à l'anglais pour débutants)
- Septembre 2009 : Lancement de l'offre Full English aux Pays-Bas, en Suède, en Pologne, au Viêt Nam, en Corée du Sud et en Inde.
- Novembre 2012 : Lancement de Frantastique, formation au français langue étrangère (FLE)
- Mars 2013 : Frantastique reçoit le titre "Best-Of-Lösungen" par Innovationspreis-IT 2013 en Allemagne
- Avril 2015 : Le diplôme de fin de formation Gymglish est reconnu comme certification professionnelle par la Commission Nationale de la Certification Professionnelle[7]
- Juillet 2018 : Le diplôme de fin de formation Frantastique est reconnu comme certification professionnelle par la Commission Nationale de la Certification Professionnelle[8]
- Octobre 2018 : Ouverture de capital et levée de fonds de 3 millions d'euros
- Janvier 2020 : Lancement de Wunderbla (cours d'allemand) et Hotel Borbollón (cours d'espagnol)
- Avril 2021 : Gymglish est au Palmarès des meilleurs instituts de formation[9]

## Méthode d'enseignement
L'approche Gymglish s'inspire du constat suivant : la maîtrise d'une langue dépend de la fréquence à laquelle elle est pratiquée (répétition espacée).
Un apprentissage concis, continu et inscrit dans la durée permet une meilleure mémorisation qu'une formation ponctuelle et intensive. La pédagogie de Gymglish est basée sur deux principes :
- scénarisation du contenu pédagogique (motivation), rédigé par une équipe de professeurs certifiés et
- personnalisation du parcours (logiciel IA)[11].

## Réception
Gymglish est en partenariat avec le Ministère de l'Enseignement supérieur et de la Recherche depuis 2007, et travaille avec des universités à travers le monde comme l'Université Paris I Panthéon-Sorbonne et l'Université Paris V René Descartes, toutes deux utilisant Gymglish comme soutien à l'apprentissage de l'anglais dans certains de leurs programmes en Master, l'Universidad Politecnica de Madrid et l'Université of Berlin.

## Récompenses
Gymglish a été reconnu « Internet déclaré d'utilité tout public micro-portable étudiant » par le ministère français de l'Éducation nationale, de l'Enseignement supérieur et de la Recherche.
En mars 2009, le Rich Morning Show a été nommé comme meilleur produit 'e-content' pour représenter la France 'World Summit Award' organisé sous l'égide de l'ONU.